# Vajnorské jazero
Vajnorské jazero (hovorově nazývaná Bager) je jezero v Bratislavě na Slovensku. Jedná se o dvě vodní plochy spojené úzkým průlivem, přes který vede lávka. Nacházejí se v městské části Vajnory v okrese Bratislava III.

## Využití
Slouží jako přírodní koupaliště. Nacházejí se na sever od dálnice D61 při výjezdu z Bratislavy.